# Johann Ernst Teichmann

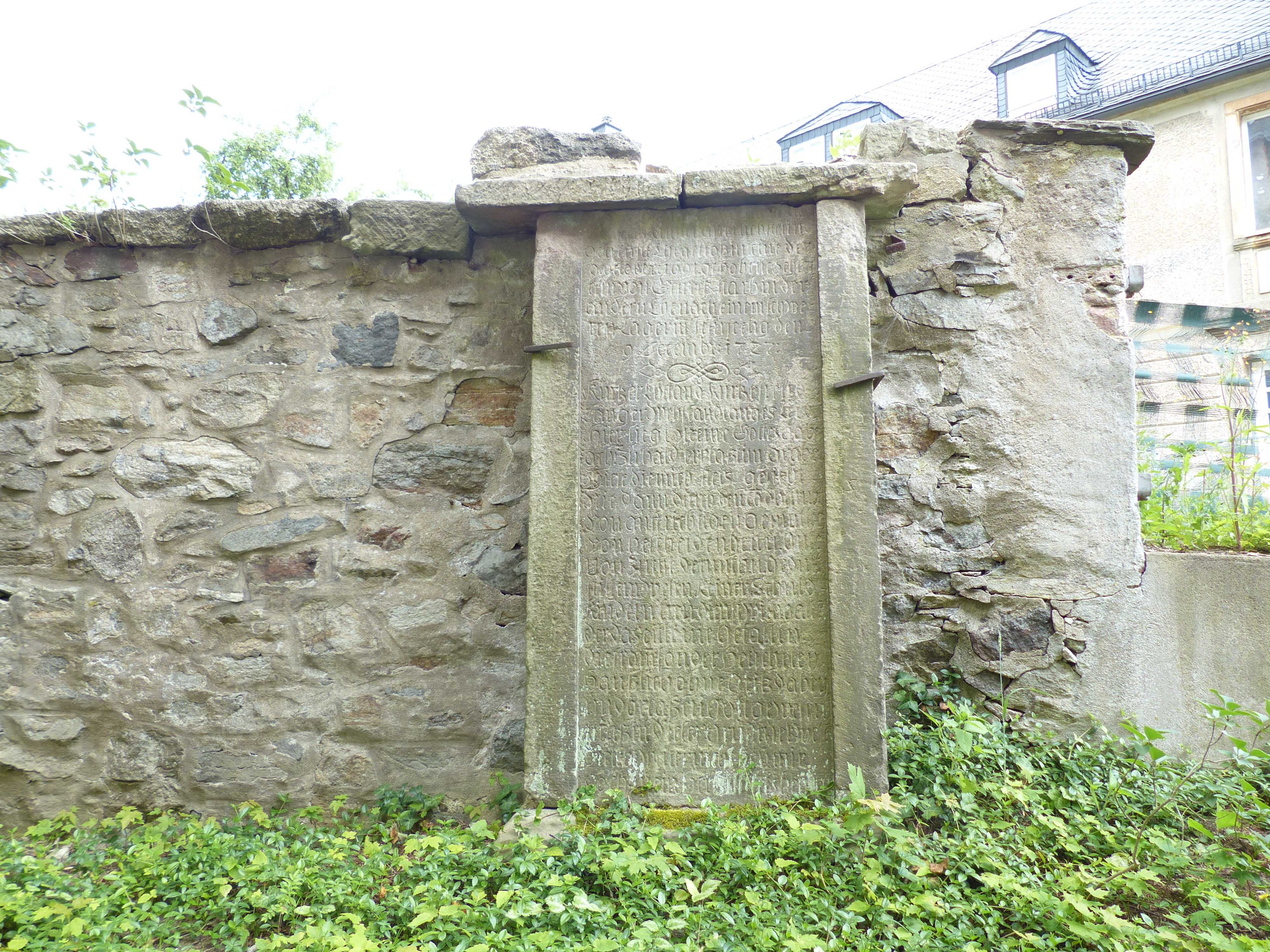
Grabstein der Teichmannschen Gruft an der Kirchenmauer der Stammbacher Marienkirche

Johann Ernst Teichmann (* 25. Juli 1694 in Bayreuth; † 1746 in Stammbach) war evangelischer Pfarrer und Historiker.
Johann Ernst Teichmann, Sohn eines markgräflichen Hofriemers, besuchte das Gymnasium Christian-Ernestinum seiner Geburtsstadt Bayreuth und später die Fürstenschule Heilsbronn. Er studierte Theologie an der Universität Wittenberg und der Universität Altdorf. Er wurde 1720 Pfarrer in Haag und 1725 in Stammbach, wo er bis zu seinem Lebensende wirkte. Sein Vorgänger als Stammbacher Pfarrer war Georg Friedrich Eck in den Jahren 1697 bis 1725, ab 1785 ist Christoph Heinrich Schlenk als Nachfolger bekannt. Überliefert sind von Teichmann Werke der Dichtkunst, eine erste Chronik von Stammbach und eine Beschreibung des Klosters Himmelkron. Die Chronik erwies sich als fehlerhaft, wertvoll sind allerdings Teichmanns Beschreibungen aus seiner eigenen Zeit. Für das Kloster Himmelkron schrieb er neben einer umfassenden Chronik auch eine ausführliche Schilderung des Todes des Markgrafen Georg Friedrich Karl, bei dem er 1735 wohl persönlich anwesend war. Mit der Bestattung von Markgraf Georg Friedrich Karl im Kloster Himmelkron knüpften die Hohenzollern an die Grablege der Grafen von Orlamünde an. Teichmanns Frau, eine geborene Schlenk aus Gefrees, starb bereits im jungen Alter von 35 Jahren am 9. Dezember 1727. Der Grabstein, der ursprünglich die Teichmannsche Gruft hinter der Kirche abdeckte, befindet sich im Außenbereich der Marienkirche und ist der einzige erhaltene aus dieser Zeit. Die Inschrift ist ein Zeugnis der barocken Dichtkunst Teichmanns und Ausdruck der Liebe zu seiner Frau.

## Bibliografie
- Chronik der Pfarrei Stammbach von 1730 (online)
- Historische Beschreibung des alten Frauen-Closters Himmelcron. Bayreuth 1730. (Digitalisat als PDF, Eintrag in der Deutschen Digitalen Bibliothek)